# Ilek
L'Ilek (in russo Илек?, Ilek, in kazako Елек?, Elek) è un fiume del Kazakistan settentrionale (Regione di Aqtöbe) e della Russia europea sud-orientale (oblast' di Orenburg), affluente di sinistra dell'Ural.
Nasce dalla confluenza del Karagandy e dello Žaryk nel versante occidentale dei monti Mugodžary; scorre con direzione mediamente nord-occidentale su tutto il percorso, dapprima in territorio kazako, successivamente russo, segnando infine, nel basso corso a valle della confluenza della Chobda (il suo maggiore affluente, proveniente dalla sinistra idrografica), un tratto del confine fra Russia e Kazakistan. Sfocia nel fiume Ural a 1 085 km dalla foce. Il fiume ha una lunghezza di 623 km, l'area del suo bacino è di 41 300 km².
I più importanti centri urbani toccati dal fiume sono Aqtöbe e Alga, entrambe in Kazakistan; Sol'-Ileck e Akbulak, in Russia, sorgono in realtà a breve distanza dal fiume.
Il fiume è gelato dalla seconda metà di novembre alla seconda metà di aprile. Nel bacino del fiume sono presenti giacimenti di fosforite.